# Sárga kikerics
A sárga kikerics (Colchicum luteum) a  kikericsfélék (Liliceae) családjába tartozó évelő lágy szárú növény. Mint a kikericsek általában, erősen mérgező!

## Leírása
Mediterrán éghajlatú területeken honos. A kikericsek többségétől eltérően tavasszal virágzik. Szára sárgászöld színű, sima felszínű, hengeres, egyenes, rövid. Levelei lándzsásak, ép szélűek, párhuzamos erezetűek. Virága a kikericsek között egyedülálló módon sárga színű, így a krókuszfélékkel (sáfrány) könnyen összetéveszthető. Hat porzószála van. Termése toktermés.
Tápanyagban gazdag, homokos talajt igényel.